# Михалицына, Екатерина Васильевна
Екатерина Васильевна Михалицына (в девичестве Онищук; род. 23 февраля 1982, пгт. Млинов, Ровенская область) — украинская писательница, переводчица, редактор.

## Биография
Окончила Млиновскую гуманитарную гимназию и художественную школу. Получила диплом бакалавра биологии в Ровенском государственном гуманитарном университете и диплом специалиста по специальности «Английский язык и литература» заочной формы обучения Института последипломного образования при ЛНУ имени Ивана Франко. Во время обучения в Ровно входила в литературное объединение «Поэтарх» при Ровненском дворце детей и молодежи под руководством учительницы и поэтессы Т. И. Горбуковой. Победительница литературного конкурса «Гранослов-2008» за сборник стихов «Ангел’о’летье» (укр. Ангел’о’ліття), обладательница диплома II степени конкурса «Приветствие жизни-2010» и поощрительной премии «Факел» за сборник стихов «Танцы богов и деревьев». Стихи, проза и переводы печатались в различной периодике, в частности в «Радаре», «Золотой Пекторали» («Упадок лжи» О. Уайльда, эссе, поэзия), «Курьере Кривбасса» («Знак на стене» В. Вулф, «Автостопщик» Дж. Моррисона), театральном журнале «Коза» («Святая куртизанка» О. Уайльда), «Украинской литературной газете». Поэзия вошла в антологии «Красное и чёрное: 100 поэтесс XX века», «Шоколадные стихи о любви», «Новая украинская поэзия», «Мякоть: антология украинской вкусовой поэзии», «На кофе во Львов». По стихам Онищук участники театральной формации «МАПА.UA» поставили мини-спектакль «Странствия язычницы». Её стихи переведены на болгарский, польский, немецкий, русский языки.
С 2002 года проживает во Львове. Работала переводчиком в издательстве «Астролябия». Ныне — заместитель главного редактора в «Издательстве Старого Льва».
Переводит с английского, польского и русского языков на украинский.
Замужем, имеет трех детей.

### Литературное творчество
Поэтические сборники:
- 2002 — «Наводнение» (Ровно, «Волынские обереги»);
- 2003 — «Пилигрим» (Львов, самиздат);
- 2008 — «Ангел’о’ліття» (неизданное);
- 2010 — «Танцы богов и деревьев» (невиданное)
- 2014 — «Тень в зеркале» (Львов, «Издательство Старого Льва»).

Детские стихи:
- 2013 — «Бабушкино хозяйство» (Львов, «Издательство Старого Льва»);
- 2015 — «Луговая считалка» (Львов, «Издательство Старого Льва»);
- 2016 — «О драконах и счастье» (Львов, «Издательство Старого Льва»).

Детская проза:
- 2016 — «Кто растет в парке» (Львов, «Издательство Старого Льва»).
- 2017 — «Кто растет в саду» (Львов, «Издательство Старого Льва»).
- 2018 — «Ясь и его машинки» (Львов, «Издательство Старого Льва»).

### Переводы
с английского
- 2008 — произведения Дж. Р. Р. Толкина «Дети Хурина», «Сильмариллион» (Львов, «Астролябия»);
- 2009 — «Сказания из Опасного Королевства» Дж. Г. Г. Толкина (в сотрудничестве с Еленой О’лир) (Львов, «Астролябия»);
- 2010 — «Легенда о Сигурде и Гудрун» Дж. Г. Г. Толкина (в сотрудничестве с Еленой о’лири) (Львов, «Астролябия»);
- 2013 — трилогия «Властелин колец» Дж. Г. Г. Толкина;
- 2013-… — серия про кота Сплета и барашка Рассела Роба Скоттона (Львов, «Издательство Старого Льва»);
- 2013 — «Белла-балерина» Гарн Лауры Эйми (Львов, «Издательство Старого Льва»);
- 2016 — «Кухня госпожи Вишенки» Сильвии Плат (Львов, «Издательство Старого Льва»);
- 2017 — «К нам на чай заходил тигр!» Джудит Керр (Львов, «Издательство Старого Льва»);
- 2017 — «Ловец воздушных змеев» Халеда Хоссейни (Львов, «Издательство Старого Льва»);
- 2017 — «Медведь-пианист» Дэвида Літчфілда (Львов, «Издательство Старого Льва»).

с польского
- 2010 — «Томек в стране кенгуру» А. Шклярского (Львов, «Астролябия»).

с русского
- 2014 — «Три твоих имени» Дины Сабитовой (Львов, «Издательство Старого Льва»).

## Отличия
- 2008 — победительница литературного конкурса «Гранослов» за сборник поэзии «Анегл’о’ліття»;
- 2010 — обладательница диплома II степени конкурса «Приветствие жизни» и поощрительной премии «Факел» за сборник поэзии «Танцы богов и деревьев»;
- 2016 — книга «Кто растет в парке» вошла в ежегодный каталог книжных рекомендаций в области международной детской и юношеской литературы «Белые вороны 2016» («The White Ravens 2016»)[2];
- 2017 — книга «Кто растет в парке» признана лучшей украинской книгой года для детей и подростков в номинации «Проза для дошкольного и младшего школьного возраста» по версии «Рейтинг критика-2016»[3].